# Едель Куінн
Едель Мері Куінн (англ. Edel Mary Quinn; 14 вересня 1907, Кантурк, Ірландія — 12 травня 1944, Найробі, Кенія) — ірландська слугиня Божа Католицької церкви.

## Життєпис
Едель Куінн народилася в Кантурку, графство Корк. Коли відчула покликання до чернечого життя, то вирішила вступити до монастиря кларисок, але захворіла на туберкульоз. Провівши півтора року в санаторії, приєдналася до руху «Легіон Марії». Була місіонеркою у Східній та Центральній Африці, де заснувала сотні осередків Легіону в Танзанії та Кенії, в Уганді, Малаві та Маврикії.
У 1943 році її здоров'я погіршилося, і вона померла в опінії святості 12 травня 1944 року, маючи 36 років. Її поховали на місіонерському кладовищі. Процес її беатифікації розпочався у 1956 році, а 15 грудня 1994 року папа Іван Павло II проголосив її праведною. У 2009 році в Тралі на будинку Банку Ірландії на вулиці Денні було відкрито меморіальну дошку.